# IFK Västerås
IFK Västerås ist ein schwedischer Fußballverein aus Västerås. Die Mannschaft spielte über 30 Spielzeiten in der zweiten schwedischen Liga, zuletzt 1987.

## Geschichte
IFK Västerås gründete sich 1898. Bereits in der Anfangszeit zeichnete sich die Mannschaft als mehrfacher Distriktmeister aus und stellte 1913 mit Oskar Berg den ersten schwedischen Nationalspieler. 1920 erreichte sie das Endspiel der Kamratmästerskapen, beendete den Wettbewerb nach einer 1:2-Niederlage gegen IFK Göteborg jedoch als Zweiter.
Nachdem sich IFK Västerås zum Auftakt der Allsvenskan in der Spielzeit 1924/25 nicht qualifiziert hatte, gehörte der Klub der zunächst inoffiziellen zweiten Liga an. 1927 verpasste er als Vizemeister der Staffel Mellansvenska Serien hinter IK City nur knapp die Aufstiegsspiele. Als Tabellenzweiter hinter Hallstahammars SK im Folgejahr gelang die Qualifikation zur nun offiziellen zweithöchsten Spielklasse. Die Mannschaft belegte hauptsächlich Plätze im Mittelfeld, 1935 gelang hinter IK Brage die Vizemeisterschaft – jedoch mit zehn Punkten Rückstand. An diesen Erfolg konnte sie zunächst nicht anknüpfen und geriet Anfang der 1940er Jahre vermehrt in Abstiegsgefahr. 1945 und 1946 gelang jeweils ein Dritter Platz, anschließend folgte ohne einen Spielgewinn in der Spielzeit 1947/48 als Tabellenletzter mit zwei Saisonpunkten der Abstieg in die Drittklassigkeit. In den folgenden Jahren stürzte die Mannschaft in die Fünftklassigkeit.
Am Ende der Spielzeit 1961 kehrte IFK Västerås in die Drittklassigkeit zurück. Nach mehreren dritten Plätzen in der Division 3 Norra Svealand stieg die Mannschaft 1968 als Staffelsieger in die zweite Liga auf, verpasste aber den Klassenerhalt. In den folgenden Jahren hielt sie sich im vorderen Bereich der Liga, ohne ins Aufstiegsrennen eingreifen zu können. 1977 gelang abermals der Staffelsieg in der Division 3 Norra Svealand, in der anschließenden Play-off-Runde setzte sich der Klub ohne Niederlage vor Kramfors-Alliansen, Ope IF und Gammelstads IF durch. Zunächst spielte die Mannschaft in der zweiten Liga gegen den Abstieg und belegte in den ersten beiden Jahren jeweils den letzten Nicht-Abstiegsplatz. 1981 musste sie in der Relegation antreten, konnte sich aber durchsetzen. Nachdem 1984 und 1986 der fünfte Platz belegt worden war, musste der Verein 1987 erneut absteigen.
IFK Västerås setzte sich im Mittelfeld der Drittligastaffel Västra Svealand fest. 1995 wurde der Klub Tabellenzweiter hinter Hertzöga BK und qualifizierte sich für die Aufstiegsrunde. Nachdem er sich in der ersten Runde gegen Tyresö FF durchgesetzt hatte, scheiterte er in der zweiten Runde an IK Sirius. Die Mannschaft konnte den Erfolg nicht bestätigen und rutschte in die hinteren Tabellenregionen ab. 1998 trat sie in der Relegation an, konnte aber den Klassenerhalt bewerkstelligen. In der Spielzeit 2000 gelangen nur zwei Saisonsiege, so dass der Verein als Tabellenletzter in die Viertklassigkeit abstieg, ehe er in die Fünftklassigkeit durchgereicht wurde. 
Am Ende der Spielzeit 2004 stieg IFK Västerås in die Viertklassigkeit auf, wurde aber als Tabellenneunter Opfer einer Ligareform und in die fünfte Liga zurückgestuft. Die Mannschaft verpasste den Klassenerhalt und stieg in die sechste Liga ab.